# 原田海
原田 海（はらだ かい、1999年3月10日 - ）は、日本のスポーツクライマー。大阪府岸和田市出身。
2018年9月 オーストリアのインスブルックで開催された「IFSC クライミング 世界選手権　ボルダリング種目」で優勝する。岸和田市立大宮小学校卒業、羽衣学園高等学校 卒業
、神奈川大学山岳部出身（中退）。日新火災所属。

## 競技会の戦績

### 国内大会
- 2015年
  - 全日本クライミング・ユース選手権ボルダリング競技大会 第1回ユースA優勝
  - JOCジュニアオリンピックカップ大会 第18回ユースAリード優勝
- 2016年
  - 全日本クライミング・ユース選手権ボルダリング競技大会 第2回ユースA優勝
- 2020年
  - 第15回ボルダリング・ジャパンカップ優勝

## ギャラリー

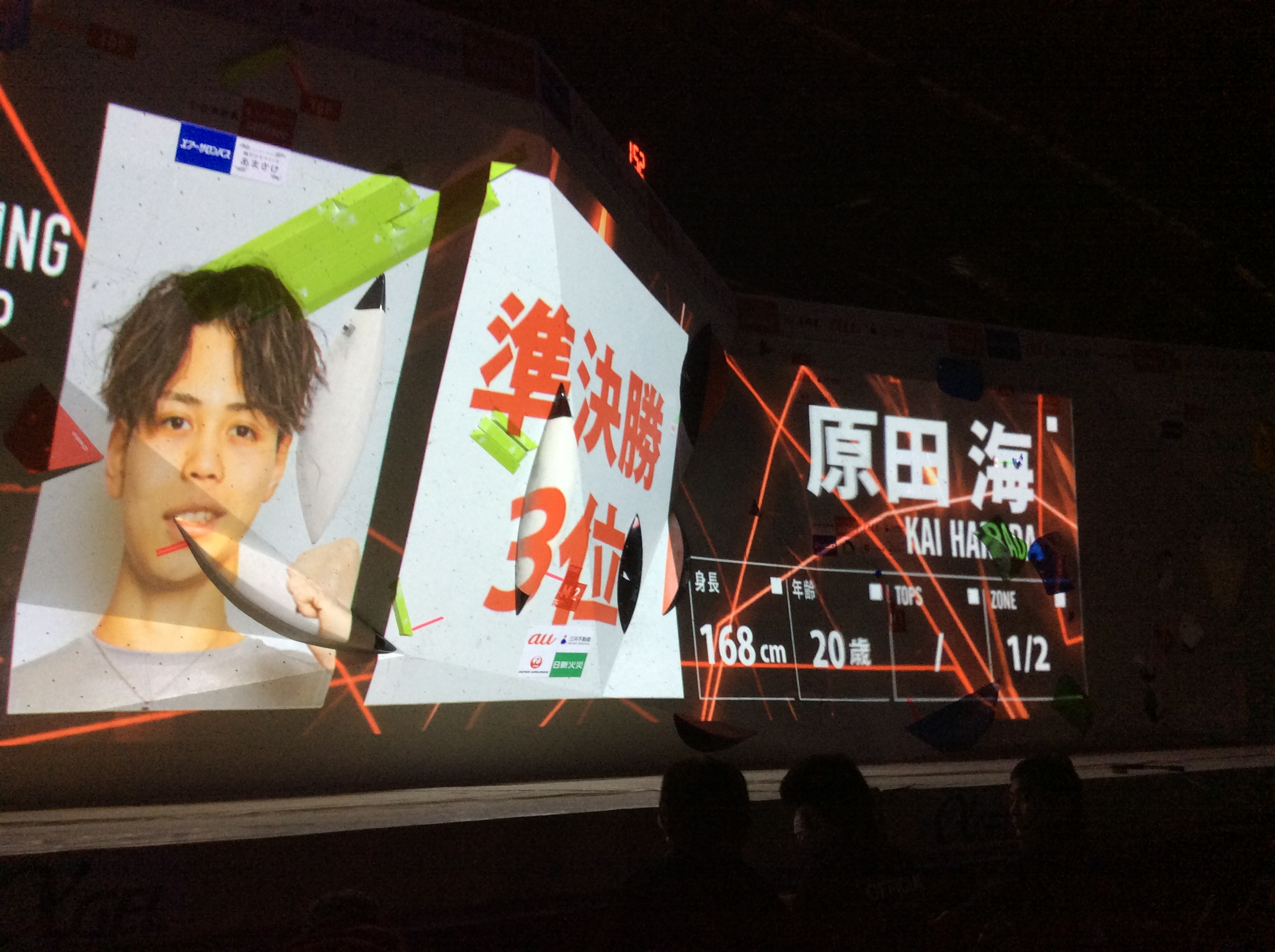
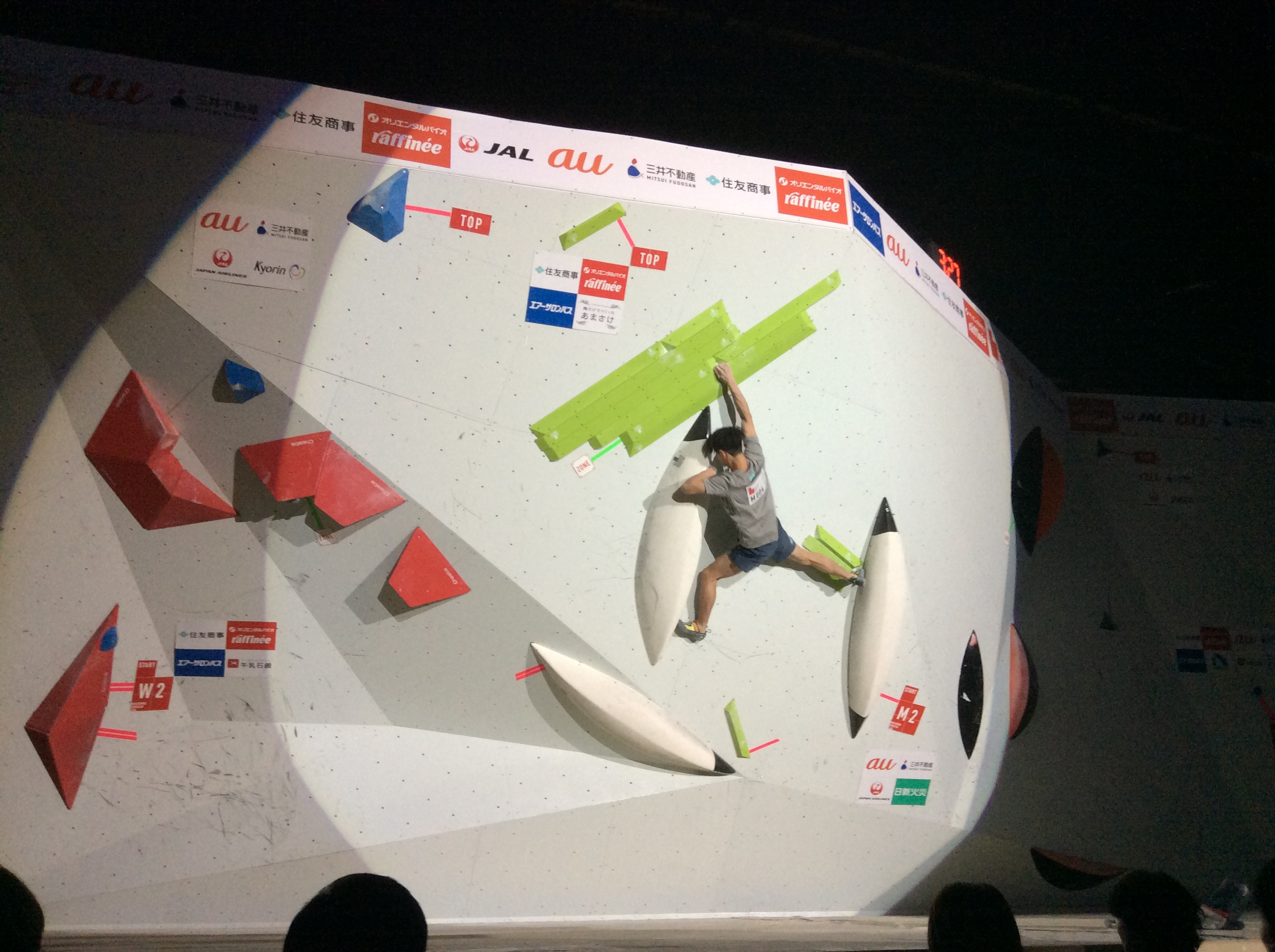
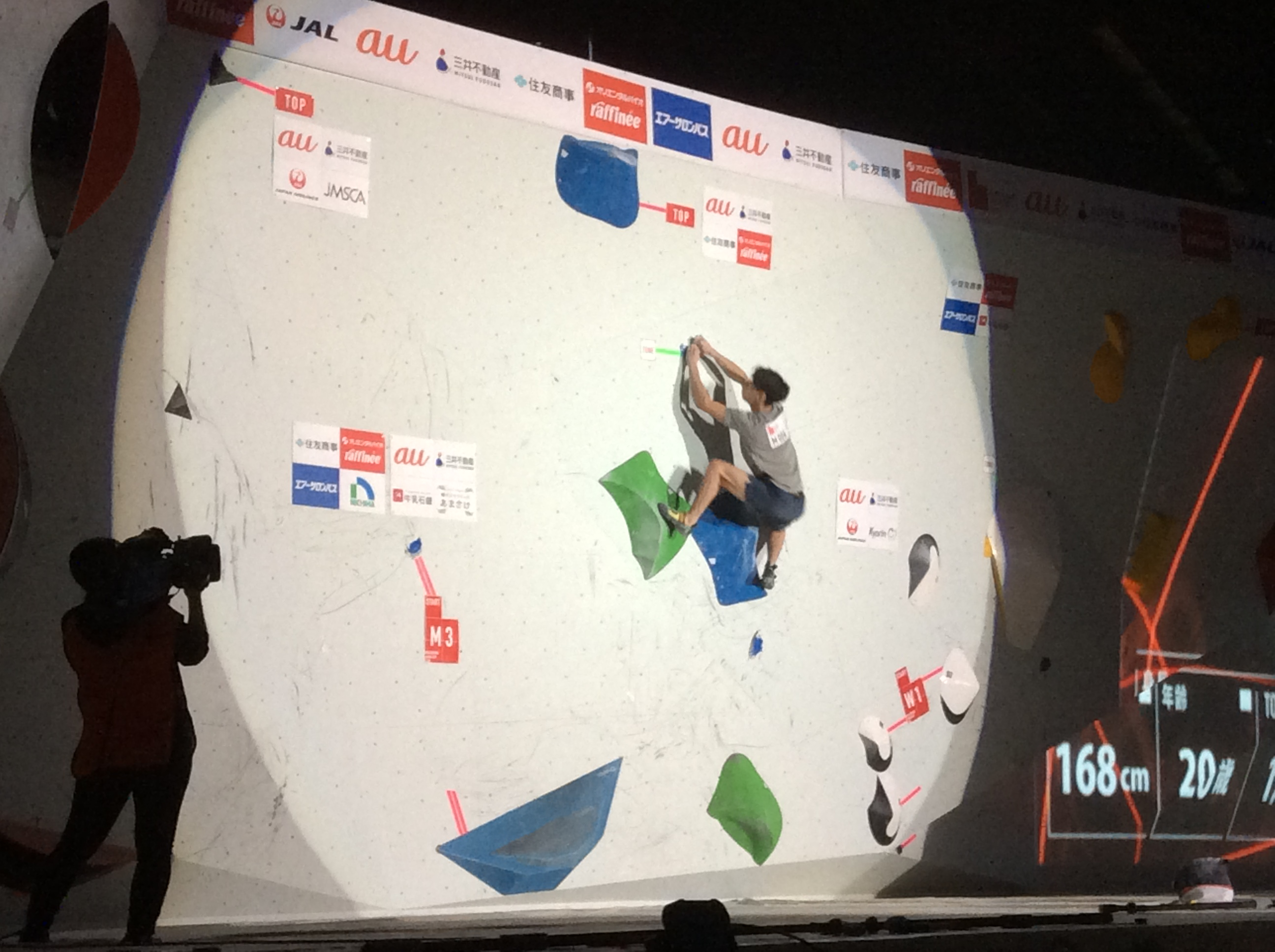
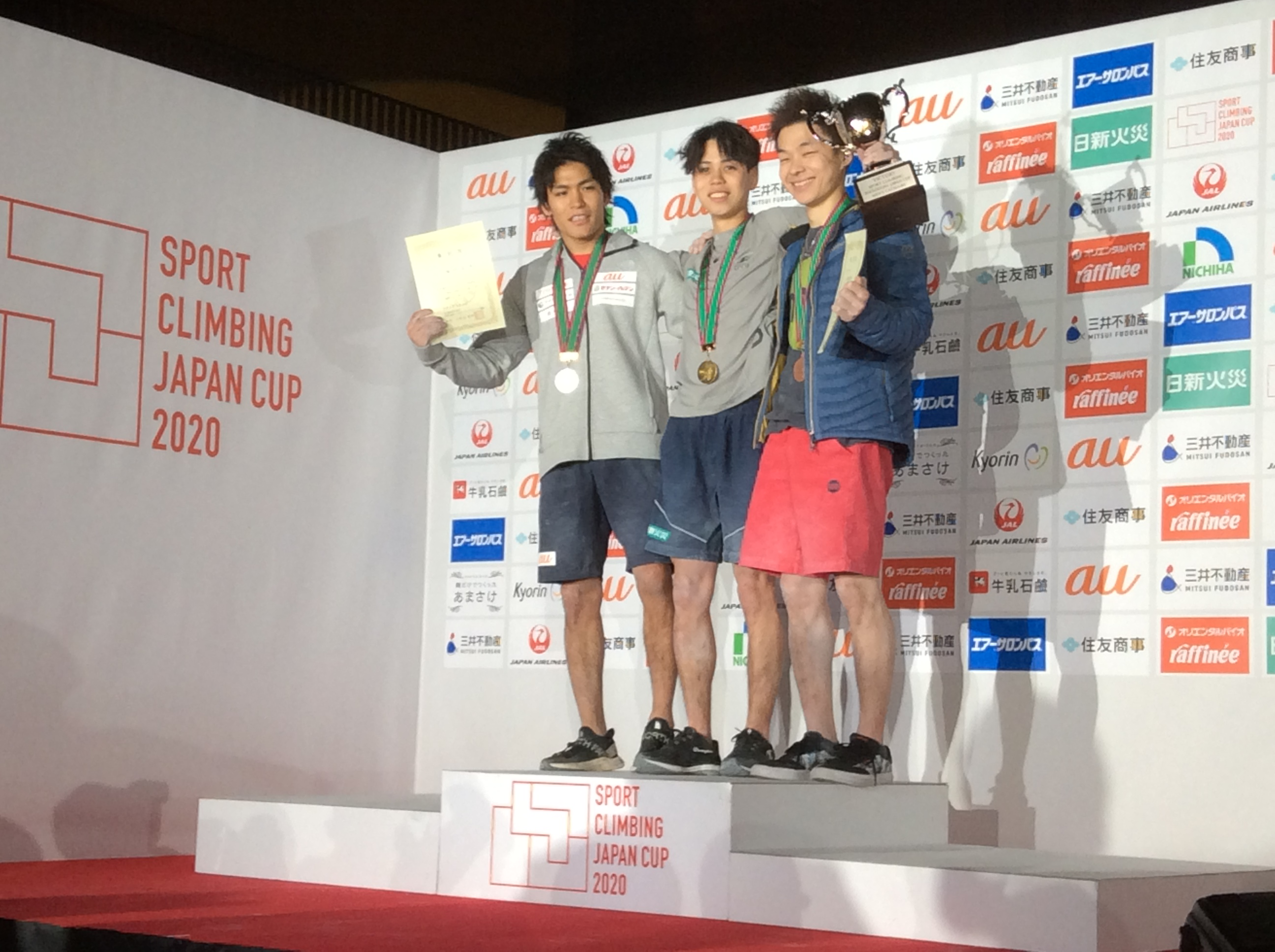

### アジア大会・世界大会
| 開催年月   | 大会名                                  | 競技種目 | 競技種目     | 競技種目 | 競技種目 |
| 開催年月   | 大会名                                  | リード   | ボルダリング | スピード | 複合     |
| ---------- | --------------------------------------- | -------- | ------------ | -------- | -------- |
| 2015年8月  | 世界ユース選手権（ユース）              |          | 2位          |          |          |
| 2015年12月 | アジアユース選手権（ユース）            | 2位      | 2位          |          |          |
| 2016年9月  | アジアユース選手権（ユース）            | 2位      | 1位          |          |          |
| 2016年11月 | 世界ユース選手権（ユース）              |          | 3位          |          |          |
| 2017年7月  | アジアユース選手権（ジュニア）          | 4位      | 3位          | 18位     |          |
| 2017年8月  | 世界ユース選手権（ジュニア）            | 13位     | 11位         | 22位     | 5位      |
| 2018年8月  | 世界ユース選手権（ジュニア）            | 3位      | 3位          | 33位     |          |
| 2018年9月  | 世界選手権 オーストリア：インスブルック | 10位     | 1位          | 46位     | 4位      |
| 2019年8月  | 世界選手権 日本：八王子                 | 7位      | 9位          | 32位     | 4位      |
| 2021年8月  | オリンピック 日本：東京                 |          |              |          | 18位     |

### ワールドカップ
ボルダリング
- 2017年　重慶 5位
- 2018年　八王子 6位
- 2019年　呉江 2位

リード
- 2019年　クラーニ 2位、廈門 4位

### 国際大会
ボルダリング
- 2019年　ワールドビーチゲームス 1位